# Chemin de Blankendelle
Le chemin de Blankendelle est un sentier bruxelloise de la commune d'Auderghem situé en forêt de Soignes, il prolonge l'avenue Charles Schaller pratiquement jusqu'à la route de Mont Saint-Jean (R0).

## Historique et description
Le Blanke(n)delle est le nom du chemin ayant mené jadis vers un vallon dans le bois où poussaient des plantes parfumées à fleurettes blanches. 
Ce chemin remontait de la vallée de la Woluwe et traversait la forêt jusqu'à la route de Mont Saint-Jean.

### Origine du nom
Ce nom provient du néerlandais blanke : blanc et delle : vallon.